# EPOXI

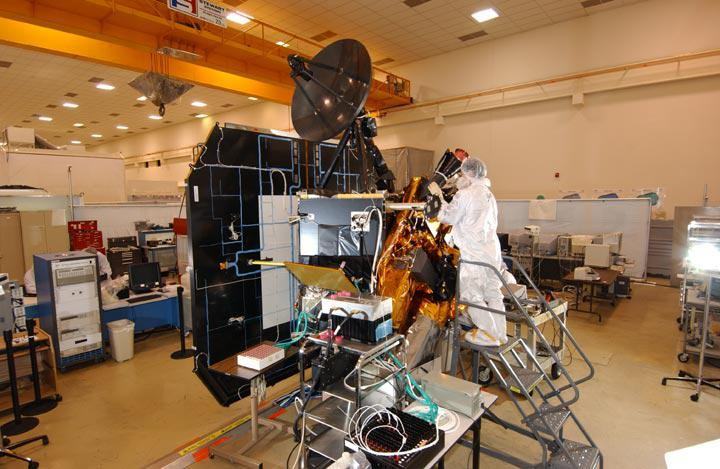
Deep Impact

EPOXI — це низка місій NASA за програмою Discovery, під керівництвом Мерілендського університету і головного дослідника Майкла О'Хеарна у співпраці з Лабораторією реактивного руху і Ball Aerospace. EPOXI використовує для досліджень космічний апарат Deep Impact. Місія складається з двох складових: Deep Impact Extended Investigation(DIXI) і Extrasolar Planet Observation and Characterization(EPOCh). DIXI має за мету відправити апарат Deep Impact на обліт комети, після того, як апарат закінчив свою основну місію в липні 2005 року.
Під час місії DIXI, космічний апарат Deep Impact був успішно відправлений на обліт комети Hartley 2 і 4 листопада 2010 року, виявив, що вона «гіперактивна, маленька і енергійна», це відбулось після трьох гравітаційних маневрів навколо Землі у грудні 2007, грудні 2008 і червні 2010. Місія DIXI не відбулась без проблем. КА був направлений 5 грудня 2008 року до прольоту повз комету 85P/Боетіна, хоча комета не була знайдена, і пізніше було заплановано переорієнтувати КА на обліт альтернативної цілі — комети Hartley 2. Після прольоту цієї комети космічний апарат пролетів би близько від групи астероїдів Аполлона (163249) 2002 GT у 2020. Місія була зупинена через втрату зв'язку з апаратом у серпні 2013 року, повторна спроба зв'язку через місяць не дала результатів. Була висунута теорія, що це була проблема, аналогічна проблемі 2000 року з програмним забезпеченням космічного апарата.

## Місія

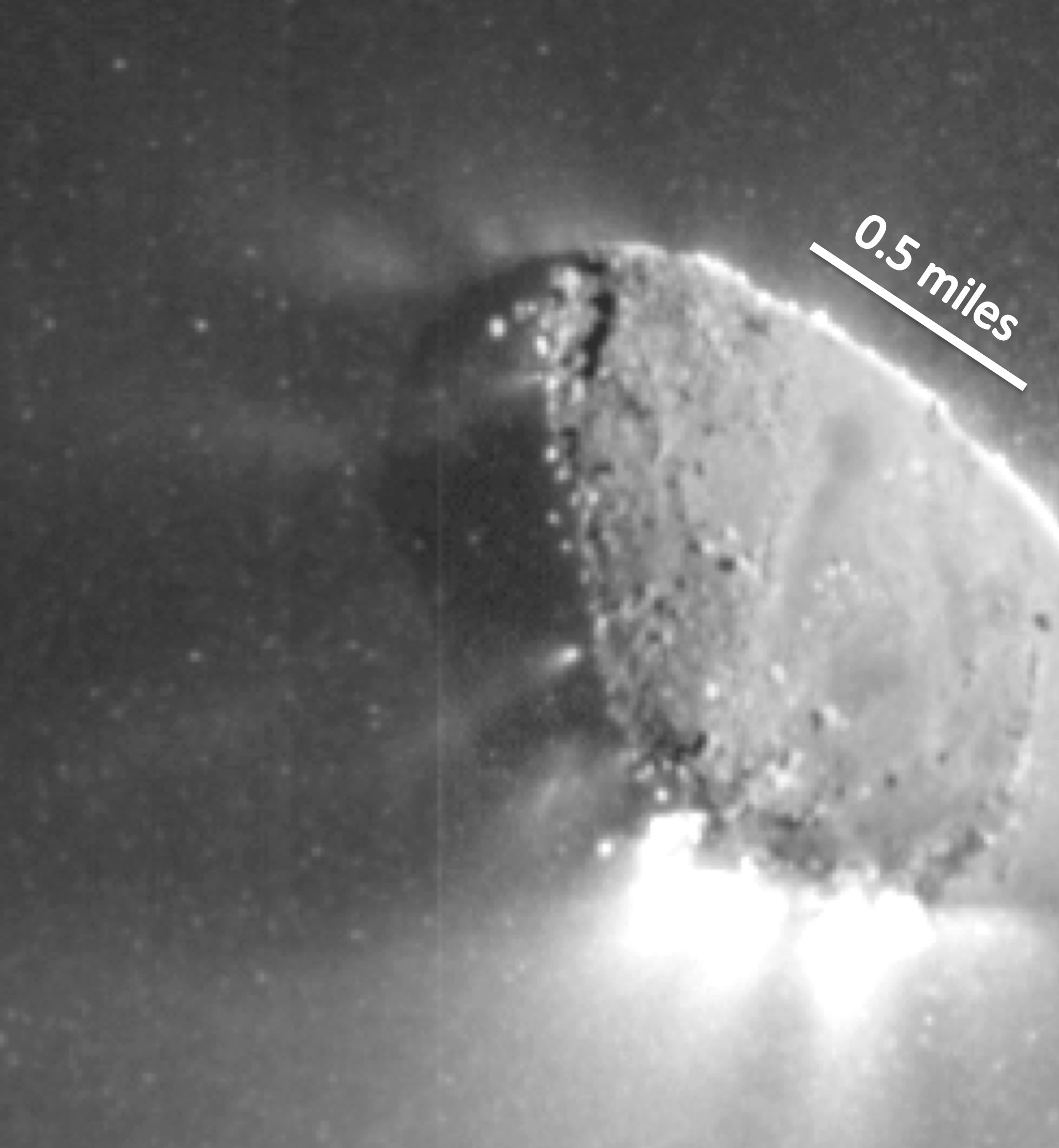
EPOXI з кометою Hartley 2

Місія КА Deep Impact була завершена обльотом комети 9P/Темпель. Проте космічний апарат ще мав достатню кількість палива для маневрування, тому NASA затвердило другу місію, яку назвали EPOXI (Extrasolar Planet Observation and Deep Impact Extended Investigation), яка включала відвідування другої комети (фаза DIXI), а також спостерігання за екзопланетами (фаза EPOCh).

### Втрата комети85P/Боетіна
21 липня 2005 року, КА Deep Impact виконав корекцію траєкторії, яка направила космічний апарат на проліт через Землю 31 грудня 2007 року. Маневр дозволив КА використати гравітацію Землі для початку нової місії по направленню до нової комети. У січні 2008 року Deep Impact почав вивчати зорі з кількома відомими екзопланетами, щоб знайти інші зорі поблизу. Два великі телескопи апарата намагались знайти планети використовуючи транзитний метод.
Первісний план передбачав 5 грудня 2008 року обліт комети Боетіна на відстані 435 км. КА не мав ще один подрібнювач для зіткнення з кометою для порівняння її характеристик зі знайденими на 9P/Tempel. А'Хеарн, керівник Deep Impact дає коментарі щодо цього: «Ми плануємо направити КА до комети Боетіна для того, щоб з'ясувати чи є результати досліджень на кометі Tempel 1 унікальними чи типовими». Він пояснив, що місія надасть приблизно половину інформації зібраної під час зіткнення з Tempel 1 через обмеженність коштів (місія EPOXI має фінансування $40 млн, цілі досягаються за рахунок повторного використання КА Deep Impact.) Deep Impact мав використати свій спектрометр для вивчення складу поверхні комет і телескопи для властивостей поверхні.
Однак, коли гравітаційний маневр довколо Землі був зроблений, астрономи не знайшли комету Боетіна, через важкість її знаходження. Через це не можливо було вирахувати орбіту, на яку потрібно було лягти апарату для польоту до комети. Замість цього команда вирішила відправити Deep Impact до комети 103P/Hartley для досягнення якої потрібно було 2 роки. NASA схвалило додаткове фінансування необхідне для переорієнтування КА до нової цілі. Оператори з Лабораторії реактивного руху почали перенаправляти EPOXI 1 листопада 2007 року. Вони віддали команду космічному апарату ввімкнути двигун на три хвилини для зміни швидкості. Нова траєкторія EPOXI включала три обльоти Землі, перший — 31 грудня 2007. Він відправив апарат у орбітальну «зону очікування» таким чином, щоб він міг дістатись комети 103P/Hartley у 2010 році. «Це дивовижно, що ми можемо відправити Deep Impact у нову місію, яка комбінує два незалежні дослідження, кожне з яких може допомогти краще зрозуміти як формувалась і еволюціонувала Сонячна система» коментував у грудні 2007 року керівник Deep Impact з університету Меріленд, астроном Майкл А'Хеарн, який займає посаду головного дослідника обох компонентів місії EPOXI і DIXI. У червні 2009 року Спектрометр EPOXI сканував Місяць на шляху до комети Хартлі, і відкрив сліди «води і гідроксилу», що підтверджує спостереження на Місяці щодо картографування мінералогічного складу супутника Землі у 2014 році, відкриття оприлюднено у кінці вересня 2009 року

### Фаза EPOCh

Анімація транзиту Місяця на Землі 28-29 травня 2008 під час виконання місії EPOXI.

Ще до 2008 року, до переорієнтації до комети 103P/Hartley, КА використав Інструмент Високої Роздільної Здатності, найбільший з двох телескопів, для проведення фотометричних спостережень раніше виявлених транзитним методом екзопланет з січня до серпня 2008 року. Мета фотометричних спостережень — виміряти кількість світла, не зафіксованого на світлині. Аберації на головному дзеркалі ІВРЗ дозволяє ІВРЗ поширювати світло на більшу кількість пікселів без насичення CCD, еффективніше отримучи найкращі дані. Разом було отримано 198 434 світлин. Цілі EPOCh були у вивченні фізичних властивостей гігантських планет і пошук кілець, місяців і планет з масою як три маси Землі. Під час цього завдання КА також спостерігав за Землею для отримання даних, які характеризують планети земного типу для майбутніх місій, і фотографував Землю близько 24 годин для фіксування Місячного проходження 29 травня 2008 року.

### Проліт комети

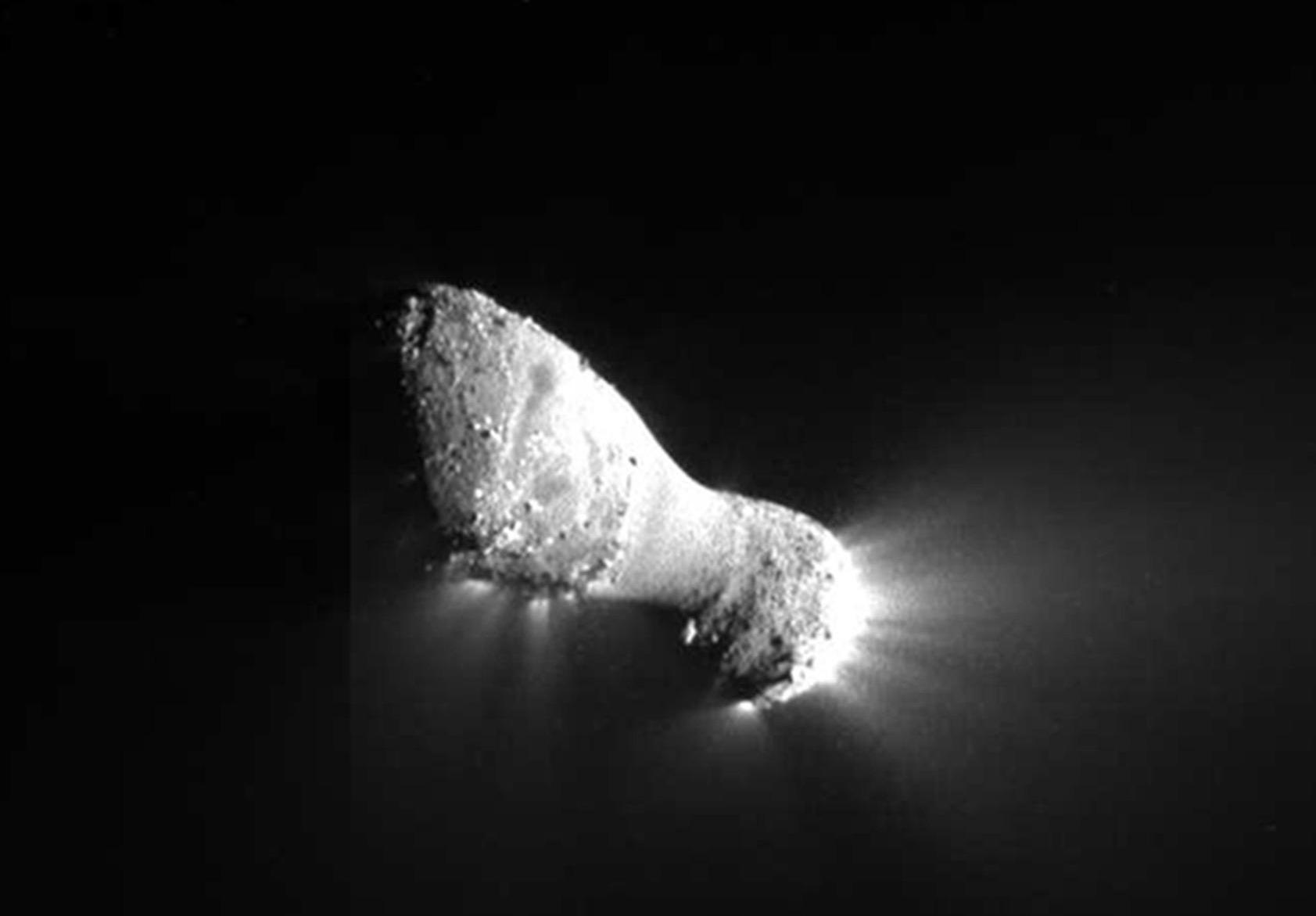
Ядро комети 103P/Hartley 2. Розміри приблизно 2 км довжина і 400 м у найвужчому місці. Можна побачити струмені з ядра комети

Космічний апарат використав гравітацію Землі під час другого зближення з Землею у грудні 2008 року і зробив два обльоти планети у червні і грудні 2009 року. 30 травня 2010 апарат успішно ввімкнув двигуни на 11.3 секунди для маневру корегування траєкторії для зміни швидкості на 0.1 м/с для підготовки до третього обльоту 27 червня. Спостереження за кометою 103P/Hartley почались 5 вересня і закінчились 25 листопада 2010 року. Діаграму орбіт EPOXI можна побачити тут.

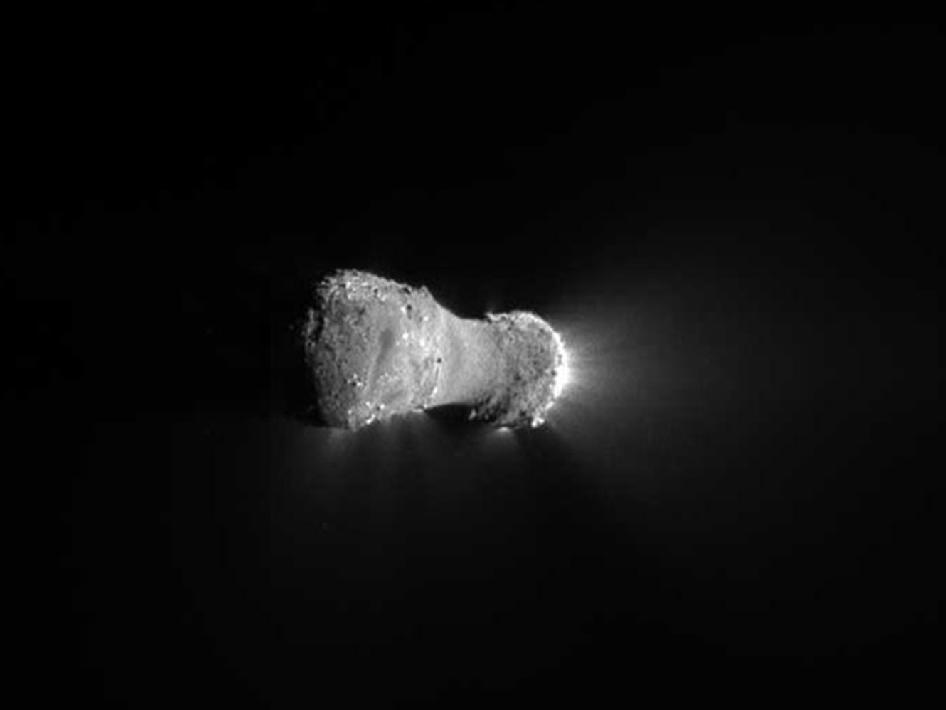
Інший вигляд комети під час найбільшого приближення.

Найбільше зближення з кометою 103P/Hartley відбулось о 10 годині 4 листопада 2010, апарат пролетів у 694 км від цієї невеликої комети. Швидкість прольоту становила 12.3 км/с. КА використав ті самі три інструменти — два телескопи і інфрачервоний спектрометр, що і Deep Impact використав під час головної місії для підриву частини комети Tempel 1 у липні 2005 року і зібрав дані.
Попередні результати спостережень показали, що ця комета складається з сухого льоду, а не з водяного пару, як вважалось раніше. Світлини досить якісні, для вчених, щоб зв'язати струмені газу і пилу з особливостями поверхні комети «коли комета Боетін не була знайдена, ми перейшли до резервного плану, який дуже цікавий, проте на два роки довший» розповів Том Дуксбурі проєктний менеджер EPOXI з Лабораторії реактивного руху у Пасадені, Каліфорнія. «Hartley 2 науково так само цікава, як і комета Боетіна, тому що вони обидві відносно малі, з активним ядром» — розповів Майкл А'Хеарн, головний керівник місії EPOXI з університету Меріленд, Коледж парк.

## Додаткові дослідження
У листопаді 2010, EPOXI використав камеру для деяких тестів, камера спеціально оптимізована для зйомки комет. Були зроблені світлини туманності Гентель, туманності Вуаль і галактики Вир.